# Charles Sedley (5e baronnet)
Sir Charles Sedley (mars 1639 – 20 août 1701), 5e baronnet, est un homme d'esprit, un dramaturge et un homme politique anglais, qui finit sa carrière comme speaker de la Chambre des communes du Royaume-Uni.

## Biographie
Charles Sedley est le fils de Sir John Sedley, 2e baronet d'Aylesford dans le Kent, et de sa femme, Elizabeth, fille de Henry Savile. Les Sedley, parfois orthographié Sidley, sont des personnalités du Kent depuis au moins 1337. Son grand-père, William Sedley, est fait chevalier en 1605. Il est le fondateur des Sidleian Lectures of Natural Philosophy (Conférences sidléennes de philosophie naturelle) à Oxford. Charles Sedley suit sa scolarité à Wadham College, mais il quitte ce collège sans avoir obtenu de diplôme. Son tuteur est le poète Walter Pope. William, le second fils survivant de Sir John Sedley et d'Elizabeth, devient baronnet en 1645, et Charles hérite du titre (5e baronnet) en 1656, à la mort de son frère William.
Avec sa première femme, Lady Katherine Savage, fille de John Savage, 2e comte Rivers, il n'a qu'un seul enfant, Catherine Sedley, comtesse de Dorchester, maîtresse de Jacques II. Sir Charles et Lady Katherine vivent à Great Queen Street. Après que sa première femme ait été enfermée dans un couvent de Gand à cause de troubles psychiques graves, Sedley essaye vainement d'obtenir le divorce. Il rencontre Ann Ayscough, probablement aux alentours de 1670, et il a avec elle deux fils illégitimes, William et Charles Sedley. William meurt dans l'enfance, et son frère Charles est fait chevalier par Guillaume III après son couronnement en 1689. La liaison de Sedley avec Ann Ayscough dure jusqu'à la fin de sa vie. Il meurt à Hampstead le 20 août 1701, et est enterré à Southfleet Church le 26.
Sedley est un protecteur reconnu de la littérature et du théâtre de la Restauration. Il est le Lisideius francophile de l'Essay of Dramatic Poesy de Dryden. Pourtant c'est surtout son esprit que ses contemporains admirent le plus en lui.

## Sedley, poète et traducteur
Sa chanson la plus célèbre, Phyllis is my only joy, est bien plus connue en Grande-Bretagne que le nom de son auteur. Alors que Sedley produisit principalement des vers légers d'amateur et des dialogues pastoraux dans les années 1670, il se tourna dans les années 1680 et 1690 vers l'épigramme satirique. Ses Epigrams: or, Court Characters prennent modèle sur Martial. Dans son épigramme "To Nysus", par exemple, Sedley décrit le rôle de la satire, en en soulignant la nature agressive:
| Let us write satyr than, and at our ease Vex the ill-natur'd Fools we cannot please. | Et bien écrivons donc satyre, et à notre aise, Ennuyons les désagréables idiots qui nous déplaisent. |

Dans le même temps, Sedley traduisait d'autres types de poésie ancienne, tels le quatrième chant des Géorgiques de Virgile, l'ode II, 8 d'Horace et trois élégies des Amours d'Ovide. Dryden inclut les traductions d'Ovide de Sedley dans Miscellany de 1684.

## Les pièces de théâtre
Sa première comédie, The Mulberry-Garden (1668), ne soutient guère le talent de brillant causeur que ses contemporains admiraient tant chez Sedley. La meilleure, mais aussi la plus licencieuse, de ses comédies est Bellamira: or, The Mistress (1687), une imitation de L'Eunuque de Térence, dans laquelle l'héroïne est supposée représenter la duchesse de Cleveland, la maîtresse de Charles II. Tandis que The Mulberry-Garden fait avec exubérance l'éloge des réussites de la Restauration, Bellamira montre un sombre cynisme dû à une modification du contexte politique. Ses deux tragédies, Antony and Cleopatra (1677) et The Tyrant King of Crete (1702), une adaptation de Pallantus and Eudora de Henry Killigrew, ont peu de valeur. Il produisit aussi The Grumbler (1702), une adaptation de Le Grondeur de Brueys et Palaprat. Pourtant une grande partie de l'édition de ses œuvres posthumes sont apocryphes. En dehors des prologues de ses propres pièces, Sedley écrivit au moins quatre autres prologues à des comédies, le plus connu étant celui écrit pour l'Epsom-Wells de Thomas Shadwell.

## Réputation des jeunes et fringants courtisans de l'époque de Charles II
Sedley était connu pour être un libertin et un séducteur (un « rake »), faisant partie du "Merry Gang" (« la joyeuse bande »), qui comprenait aussi le comte de Rochester et Charles Sackville, Lord Buckhurst. En 1663, une conduite indécente dans Bow Street, pour laquelle il dut payer une forte amende, le rendit célèbre. Au cours de cette escapade, Sedley et Lord Buckhurst se déshabillèrent au balcon d'une taverne de Bow Street et prirent l'un et l'autre différentes pauses indécentes, avant que Sedley baignât son pénis dans un verre de vin, qu'il but ensuite à la santé du roi. Cette conduite provoqua une bagarre parmi les spectateurs et une condamnation au tribunal, au cours duquel le président déclara que c'était à cause de scélérats de son espèce que « la colère et le jugement de Dieu planent au-dessus de nos têtes ».
Sedley est député de New Romney dans le Kent, et il prend une part active et efficace à la politique. Son discours sur la liste civile après la Glorieuse Révolution est cité par Macaulay comme une preuve que sa réputation d'homme d'esprit capable était méritée. Son « bon mot » aux dépens de Jacques II est bien connu. Le roi avait séduit sa fille et l'avait faite comtesse de Dorchester, sur quoi Sedley dit : « Comme le roi a fait de ma fille une comtesse, le moins que je puisse faire, en signe de gratitude réciproque, est d'aider à faire de la fille de sa Majesté (Marie II) une reine ». Sedley est parfois associé avec une bande bien connue de noceurs débridés, qui s'étaient baptisés les Ballers et qui furent actifs entre 1660 et 1670. C'est probablement Sedley qui écrivit le « Serment des Ballers ».

## Député
La carrière parlementaire de Sedley débute dans les années 1660, et en 1677 ou 78, il rejoint la cause whig. Quand Charles II meurt en 1685, Sedley est exclu illégalement du Parlement de son successeur Jacques II, qui est convoqué en mai 1685. Il ne fait aucun doute que Sedley s'oppose au catholique Jacques et soutient Guillaume d'Orange pendant la critique année 1688. C'est dans le second parlement de Guillaume, élu en mars 1690, que Sedley revient, sa carrière politique atteignant son zénith lorsqu'il devient président de la Chambre des communes. Davantage de discours et de motions parlementaires s'enchaînèrent, dont des discussions du projet de loi visant à réglementer les procès pour haute trahison, ce qui éclaire l'engagement politique de Sedley après la Glorieuse Révolution. Ses discours sont inclus dans l'édition de 1702 de The Miscellaneous Works. Il garde son siège au Parlement jusqu'à sa mort en 1701.